# Ричмондський олімпійський овал

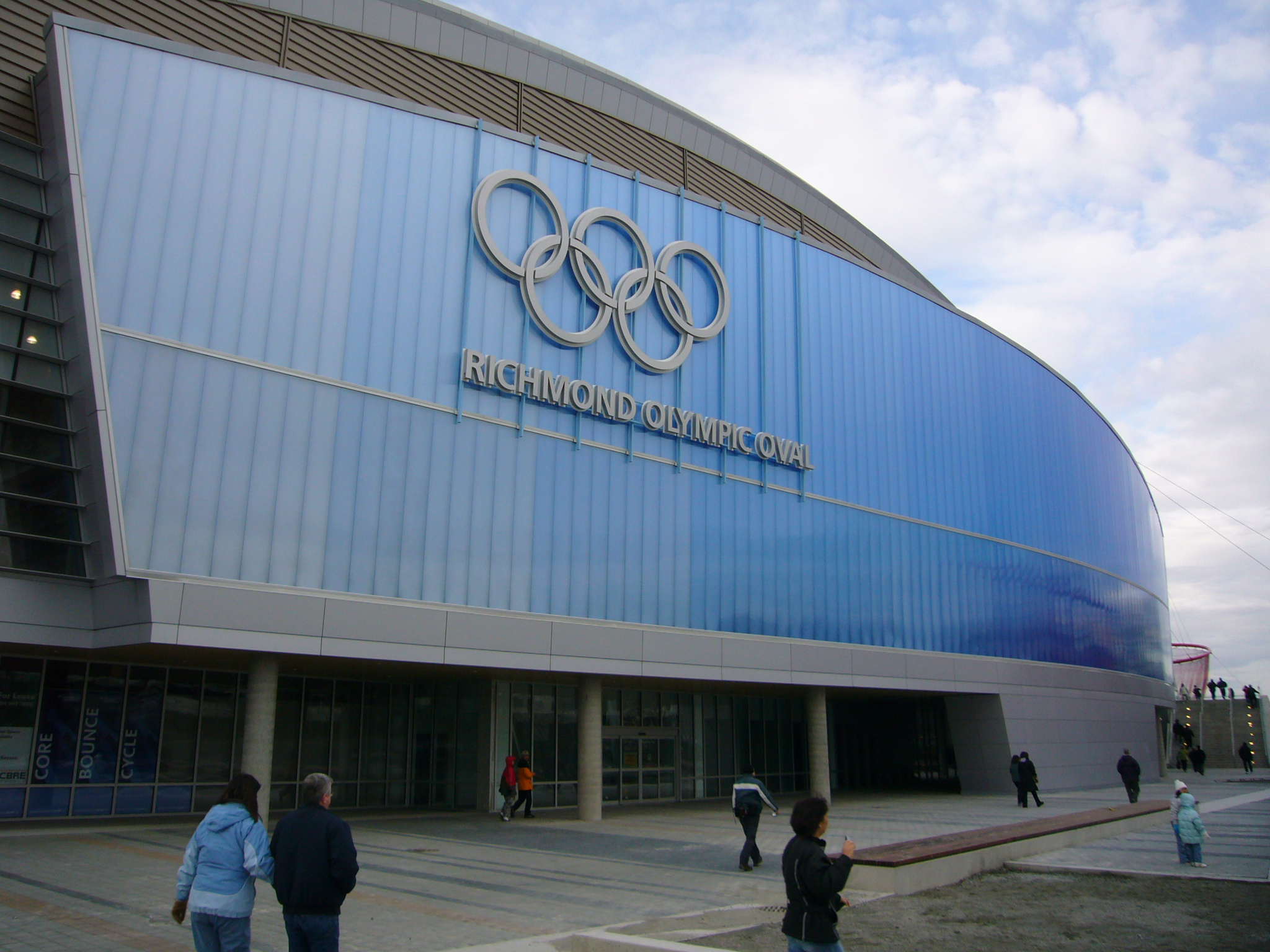
Овал з дерев'яним дахом

Ричмондський олімпійський овал (англ. Richmond Olympic Oval) — один з олімпійських стадіонів, де проходили змагання Зимових Олімпійських ігор 2010, у формі овала. Стадіон розташовано у місті Ричмонд, провінція Британська Колумбія, Канада.
Вартість будівництва стадіону 178 млн кан. дол. Стадіон виграв інженерний приз за конструкцію. Зокрема на комісію міжнародного конкурсу 2009 Structural Awards Gala справила враження конструкція арок стадіону, зроблених з металу і дерева місцевих ялинок вбитих жуками паразитами. Стадіон знаходиться неподалік міжнародного аеропорту Ванкувера і його можна побачити з літака.